# Фризен, Джил
Джил Фризен (англ. Gil Friesen; 19 марта 1937, Пасадина, США — 13 декабря 2012, Брентвуд, Лос-Анджелес, Калифорния, США) — американский продюсер, с 1977 по 1990 руководитель фирмы звукозаписи A&M Records.
Лауреат премии «Оскар» (посмертно) за лучший документальный фильм (в составе съёмочной группы фильма «В двадцати футах от того, чтобы стать звездой»).

## Биография
Джил Фризен родился в 1937 году в Пасадине (Калифорния), в семье музыкантов. Вскоре после окончания школы присоединился к звукозаписывающей индустрии, начав работать в почтовом отделении компании Capitol Records. Затем перешёл в фирму звукозаписи A&M Records, в которой проработал 27 лет, 13 лет из которых он был руководителем компании. Он часто упоминается как амперсанд в аббревиатуре A & M (где «A» — Херб Альперт, а «M» — Джерри Мосс). После продажи A&M в 1990 году, Фризен ушёл из компании. Позже работал членом правления и председателем Музея современного искусства в Лос-Анджелесе.
Скончался 13 декабря 2012 года в своём доме в Лос-Анджелесе, в возрасте 75 лет, от осложнений вызванных лейкемией. Последним проектом Фризена стал документальный фильм об истории бэк-вокала — «В двадцати футах от того, чтобы стать звездой», в котором он выступил в качестве продюсера. Фильм был выпущен в 2013 году, уже после смерти Фризена, был хорошо воспринят критиками и номинирован на множество престижных наград, а Джил Фризен был посмертно удостоен премий «Оскар», «Независимый дух» и «Грэмми».

## Работа продюсера
- 1971 — Mad Dogs & Englishmen (концерт) (production coordinator: A&M)
- 1971 — Love It or Leave It (док.) (исполнительный продюсер)
- 1985 — Клуб «Завтрак» / The Breakfast Club (исполнительный продюсер)
- 1985 — Уж лучше умереть / Better Off Dead (исполнительный продюсер)
- 1986 — Одно безумное лето / One Crazy Summer (исполнительный продюсер)
- 1988 — Зверь / The Beast of War (исполнительный продюсер)
- 1989 — Это пари стоит выиграть / Worth Winning (продюсер)
- 1989 — Блэйз / Blaze (продюсер)
- 1991 — Нечестные сердца / Crooked Hearts (продюсер)
- 2013 — В двадцати футах от того, чтобы стать звездой / 20 Feet from Stardom (док.) (продюсер)